# التون (آیووا)
التون (به انگلیسی: Alton) شهری در ایالت آیووا کشور ایالات متحده آمریکا است که جمعیت آن در سرشماری سال ۲۰۱۰ میلادی، ۱٬۲۱۶ نفر بوده‌است.